# Вашингтон-Гайтс (Мангеттен)
Вашингтон-Хайтс, також Вашингтон-Гайтс (англ. Washington Heights) — нейборгуд у північній частині боро Мангеттен у Нью-Йорку. Названий на честь форту Вашингтон, укріплення, побудованого на найвищій природній точці Мангеттена військами Континентальної армії для захисту території від британських військ під час Війни за незалежність США. Район Вашингтон-Хайтс межує з Інвудом на півночі вздовж вулиці Дайкман, з Гарлемом на півдні вздовж 155-ї вулиці, з річкою Гарлем і Куганс-Блафф на сході та з річкою Гудзон на заході.
Вашингтон-Хайтс, який до 20-го століття був рідко населений розкішними особняками та односімейними будинками, швидко розвивався на початку 1900-х років, коли його з'єднали з рештою Манхеттена через лінії Бродвей–Сьома авеню та Восьма авеню Нью-Йоркського метрополітену. Починаючи як район середнього класу з багатьма ірландськими та східноєвропейськими іммігрантами, околиці в різних точках були домом для громад німецьких євреїв, греко-американців, пуерториканців, кубинців і росіян.
Протягом 1960-х і 1970-х років багато білих мешканців покинули околиці та переїхали до сусідніх передмість, оскільки населення чорношкірих і латиноамериканців зросло. Американці-домініканці стали домінуючою групою до 1980-х років, незважаючи на економічні труднощі, завдяки чому в 21 столітті цей район отримав статус найвидатнішої домініканської громади в Сполучених Штатах. У той час як злочинність стала серйозною проблемою під час кокаїнової кризи креку 1980-х і 1990-х років, у 2000-х Вашингтон-Хайтс став набагато безпечнішою спільнотою та почав відчувати деяку висхідну мобільність, а також джентрифікацію.
Вашингтон-Гайтс є частиною району 12 Манхеттена, його основні поштові індекси — 10032, 10033 і 10040. Обслуговується 33-м і 34-м дільницями Департаменту поліції Нью-Йорка та машинобудівними компаніями 67, 84 і 93 Пожежною службою Нью-Йорка. Політично це частина 7-го та 10-го округів міської ради Нью-Йорка.